# Yvette Chauviré
Yvette Chauviré, född 22 april 1917 i Paris, död 19 oktober 2016 i Paris, var en fransk prima ballerina och skådespelerska. 
Yvette Chauviré dansade vid Parisoperan och utsågs 1941 till étoile, en beteckning för de främsta dansarna. Hon var direktör för Parisoperans balettakademi mellan 1963 och 1972. Till hennes mest berömda gestaltningar hör titelrollen i Giselle. Hon dansade ofta med Rudolph Nureyev, särskilt när han hoppat av från Sovjetunionen till Paris.
Yvette Chauviré förärades med Hederslegionen 1988.

## Biografi
När hon bara var 10 år blev hon antagen till en dansskola på Operan. Senare studerade Chauviré vid Paris Opera School och senare tillsammans med Boris Kniaseff och Victoria Gsovsky. Där var hon huvuddansare 1936.
Efter hon utsågs till étoile var hon en ledande solist. Hon var en enastående representant för den franska skolan i klassisk dans. Hon var även innehavare av Légion d'Honneur. Hon beskrivs ofta som Frankrikes största ballerina, och var tränare för prima ballerinan Sylvie Guillem.
Hennes dans var mycket raffinerad och dramatisk, kännetecknades av hög behärskning, en stark känsla för stil, och minutiös känsla för detaljer. Chauviré blev särskilt känd för sina tolkningar av samtida verk, som till exempel en av hägringar i de allegoriska baletterna av Henri Sauguet, och för sina roller i andra baletter av koreografen Serge Lifar, inklusive d'Indy's Istar och Leleu s Nautéos. I den klassiska repertoaren, var hennes bästa roll titelrollen i Adams Giselle.
Serge Lifar var hennes mentor under alla år. Han gjorde allt för att främja henne på operan, bland annat gav han henne stora roller tidigt. Hon skapade sin första soloroll I hans Le Roi nuit (1936) och ett år senare deltog hon I filmen La Mort du Cygne. En period tvingades Lifar lämna operan av politiska skäl. Återkomsten till Paris med Lifar 1947 gjorde Chauviré en hit i sin balett Les hägring där hon spelade shadow, en av hennes mest bestående skapelser. Under sin karriär lämnade Chauviré operan ett par gånger men återvände båda gångerna.
Hon syntes också med Les Balletes des Champs-ElyséesLa Scala Opera Ballet, och Festival Ballet. 
År 1970 utförde hon solot ”döende svanen” i Brasilien i Buenos Aries och år 1972 tog hon farväl av scenen och slutade sin danskarriär. 
Yvette Chauviré fick titeln prima ballerina assoluta. Det är en väldigt sällan utdelad titel som ges till de mest anmärkningsvärda kvinnliga balettdansörerna.